# Gazdasági integráció
A gazdasági integráció egy viszonylag új jelenség, elméleti alapjait Balassa Béla magyar közgazdász írta le az 1960-as években. A gazdasági integráció esetén a részt vevő országok egy közös gazdasági probléma megoldására törekednek (ebben közös az együttműködés többi formájával), oly módon, hogy csökkentik az egymás közötti diszkrimináció fokát a közöttük álló korlátok folyamatos lebontásával. Ha ez a kereskedelmi kapcsolatokat érinti, akkor kereskedelmi, ha a pénzügyi kapcsolatokat, akkor pénzügyi integrációról beszélünk.

## Bevezetés
A nemzetközi problémák megoldására napjainkban két megoldás létezik. A versengés, vagy az együttműködés. Ha az együttműködés gazdasági területen történik, akkor nemzetközi gazdasági együttműködésről beszélünk. Ez az együttműködés különböző formákban történhet: egy nemzetközi konferencia, egy nemzetközi megegyezés, nemzetközi gazdasági szervezet, vagy gazdasági integráció.

## Kereskedelmi integráció
Kereskedelmi integrációról akkor beszélünk, ha az integrációban részt vevő országok az egymás közötti kereskedelmi kapcsolatokban csökkentik a diszkriminációt. A kereskedelmi integrációnak különböző fokozatai vannak: vámkedvezmények, szabadkereskedelmi övezet, vámunió, közös piac, és gazdasági unió. Például Dánia Svédországra vámkedvezményt ró ki a fakereskedelemre és cserébe Svédország is kedvezményt ad valamire.

### Vámkedvezmények
A kereskedelmi integráció legalacsonyabb foka, mikor az országok az egymás közötti kereskedelemben bizonyos, előre meghatározott termékek esetén a vámokból bizonyos mértékű kedvezményt adnak.

### Szabadkereskedelmi övezet
A kereskedelmi integráció azon fajtája, mikor a részt vevő országok egymás között nem alkalmaznak vámokat, de közös külső vámot vagy egyéb védelmi eszközt sem alkalmaznak.

### Vámunió
A kereskedelmi integráció magasabb foka, mikor a részt vevő országok, amellett, hogy egymás között vámoktól mentesen kereskednek, harmadik országok felé közös vámokat alkalmaznak.

### Közös piac
A kereskedelmi integráció magasabb foka, ahol a részt vevő országok vámunióban állnak és emellett a gazdasági faktorok (áruk, szolgáltatások, tőke, munkaerő) az országok között szabadon áramlanak.

## Gazdasági unió
A kereskedelmi integráció legmagasabb foka a közös piac megvalósulása mellett az országok közös gazdaságpolitikákat fogalmaznak meg és hajtanak végre.

## Pénzügyi integráció
A pénzügyi integráció az integráció azon fajtája, ahol a részt vevő országok az egymás közötti monetáris diszkriminációt csökkentik. A pénzügyi integráció legalacsonyabb fokán az országok közelítik egymáshoz a monetáris politikájukat, ezután az egymás közötti deviza-átváltásokat egy megadott sávban lebegtetik, végül rögzítik. A pénzügyi integráció legmagasabb foka egy közös pénznem bevezetése.

## A gazdasági integráció története
A kereskedelmi integrációk két hullámban alakultak ki.
Az első hullám a második világháború befejezésétől a hatvanas évekig tartott, és a világ különböző részein különböző célokkal alakultak. Európában a további háborúk elkerülésére (Európai Szén-és Acélközösség, 1951), Ázsiában a hidegháború negatív hatásainak ellensúlyozására, Dél-Amerikában a nemzetközi piacokat meghaladó méretű piacok kialakítására, Afrikában pedig a régi gyarmati rend felbomlásával kialakuló gazdaság rendezésére.
A második hullám a nyolcvanas évek utolsó és a kilencvenes évek első éveiben eltérő vonásokkal ment végbe, ezért új vagy nyílt regionalizmusnak is nevezik: az országok nagyobb számban vesznek részt, és egymástól távolabb fekvő országok is integrációra léphetnek. A korábbi integráció elmélyülése (Európai Unió) és új integrációk kialakulása (NAFTA, APEC) jellemző.
A világ pillanatnyilag legintegráltabb nemzetközi gazdasági közössége az Európai Unió, mely egyszerre valósítja meg a kereskedelmi és pénzügyi uniót.

## A gazdasági integráció tudományos megítélése
A kereskedelmi integráció hozzájárul a nemzetközi kereskedelem fejlődéséhez.
Fontos előnyök származnak belőle a részt vevő országok számára, csökkentik a megegyezés költségét, valamint a világ általános jólétét is növelhetik.
A Kemp-Wan tétel (1976) az integráció elméleti igazolására szolgál. Azt mondja ki, hogy vámunió esetén mindig lehetséges a külső vámot úgy megválasztani, hogy a végső eredmény javítja az integrációban részt vevő országok helyzetét, anélkül, hogy rontana harmadik (külső országok helyzetén).
Ugyanakkor a kialakult kereskedelmi blokkok száma negatív hatással van a kereskedelemre (Krugman „U” függvénye).

## Lásd még
- Közös Piac
- Öböl Menti Együttműködési Tanács (GCC)